# Grigoriewcy
Grigoriewcy – grupa konserwatywnych duchownych Rosyjskiego Kościoła Prawosławnego działająca w latach 20. XX wieku, przeciwstawiająca się po śmierci patriarchy Tichona pełniącym obowiązki locum tenens metropolitom Piotrowi i Sergiuszowi. 
Po aresztowaniu metropolity Piotra, arcybiskup Grzegorz (Jackowski) ogłosił powstanie Tymczasowej Najwyższej Rady Cerkiewnej, która miała na czas nieobecności zwierzchnika sprawować zarząd nad Rosyjskim Kościołem Prawosławnym. Organ ten, mając początkowo zgodę metropolity Piotra, zaczął działać od 22 grudnia 1926, zaś 2 stycznia 1926 otrzymał oficjalną zgodę od Rady Komisarzy Ludowych. Popularność Rady była dość istotna, gdyż poparcie dla niej w szczytowym momencie zadeklarowało 26 biskupów. Jej znaczenie spadło jednak po odwołaniu przez metropolitę Piotra błogosławieństwa dla jej działań, a następnie po złożeniu przez metropolitę Sergiusza, pełniącego po nim obowiązki locum tenens patriarchy deklaracji lojalności wobec władz. Ruch zanikł po 1927.